# Daphne Caruana Galizia
Daphne Anne Vella, coniugata Caruana Galizia (Sliema, 26 agosto 1964 – Bidnija, 16 ottobre 2017) è stata una giornalista e blogger maltese.
Curatrice di uno dei blog più seguiti di Malta, impegnata in numerose inchieste e attiva contro la corruzione, è stata assassinata in un attentato dinamitardo nei pressi della propria abitazione. La sua morte ha avuto ampia risonanza mediatica e ha portato alla caduta del governo laburista di Joseph Muscat.

## Biografia
Daphne Anne Vella nacque il 26 agosto 1964 a Sliema, da Michael Alfred Vella e Rose Marie Mamo. Ha studiato presso il convento di San Dorothy a Mdina e il Collegio S. Aloysius di Birkirkara, per poi frequentare l'Università di Malta e laurearsi in archeologia nel 1997. Nel 1985 sposò Peter Caruana Galizia, dal quale ha avuto tre figli: Matthew Mark John, Andrew Michael Louis e Paul Anthony Edward. Era residente a Bidnija, un borgo nei pressi di Mosta.

### Carriera
Caruana Galizia ha iniziato a lavorare come giornalista nel 1987 e all'inizio degli anni Novanta è diventata una firma regolare per il The Sunday Times e redattrice associata per The Malta Independent. Ha lavorato anche per The Malta Independent, The Malta Independent on Sunday ed è stata direttrice della rivista Taste & Flair.
Nel 2008 Caruana Galizia ha aperto un blog, chiamato Running Commentary, in cui pubblicava segnalazioni investigative e commentava le vicende politiche di Malta. Il blog, uno dei più popolari dell'isola, è stato coinvolto in diverse battaglie legali per la natura controversa dei suoi post. Nel 2010 ha aspramente criticato il magistrato Consuelo Scerri Herrera, che ha di conseguenza aperto contro la giornalista un'inchiesta per calunnia e diffamazione. Il caso venne archiviato nel novembre 2011.
L'8 marzo 2013, alla vigilia delle elezioni generali del 2013, Caruana Galizia è stata arrestata con l'accusa di aver infranto il silenzio elettorale, in seguito alla pubblicazione sul suo blog di video che deridevano l'allora leader dell'opposizione Joseph Muscat. È stata trattenuta e interrogata presso la stazione di polizia di Mosta, salvo essere rilasciata dopo poche ore.
Tra le altre inchieste da lei condotte, nel 2016 Caruana Galizia ha messo in dubbio le modalità in cui il milionario britannico Paul Golding si fosse arricchito e avesse acquisito la proprietà di palazzo Nasciaro a Naxxar. Dopo aver pubblicato diversi articoli sul mancato restauro di Villa Guardamangia a Pietà, ex residenza della Regina Elisabetta II a Malta, Caruana Galizia era stata descritta dal Daily Telegraph come una giornalista maltese di punta.

#### Lo scandalo Panama Papers
Nel 2016 Caruana Galizia è stata la prima giornalista a pubblicare la notizia del coinvolgimento dei ministri Konrad Mizzi e Keith Schembri nello scandalo Panama Papers, grazie alle informazioni fornitele dal figlio Matthew, membro del CIGI. Il 22 febbraio ha rivelato come l'allora Ministro dell'Energia Mizzi avesse acquisito società off-shore a Panama e in Nuova Zelanda, con lo scopo di riciclare denaro proveniente dal governo dell'Azerbaigian; il ministro quindi è stato costretto ad ammettere, qualche giorno dopo, di aver costituito un trust, il Rotorua Trust, nella nazione oceaniana. Il 25 febbraio la giornalista ha rivelato che anche Schembri possedeva un trust in Nuova Zelanda, che a sua volta controllava una società a Panama.
Successive rivelazioni dell'aprile 2016 hanno confermato che Mizzi era proprietario della società panamense Hearnville Inc e che Mizzi e Schembri avevano aperto un'altra società con scopi analoghi, la Tillgate Inc. Le due società erano controllate da Orion Trust New Zealand Limited, società che appariva come fiduciaria dei due trust di Mizzi e Schembri in Nuova Zelanda, rispettivamente Rotorua e Haast. In seguito a quest'inchiesta, Caruana Galizia è stata inclusa da Politico Europe tra le 28 persone che avrebbero scosso l'Europa nel 2017. Diverse testate l'hanno descritta come "one-woman WikiLeaks, in lotta contro la non trasparenza e la corruzione a Malta".
Nell'aprile 2017 Caruana Galizia ha affermato che Egrant, un'altra società di Panama, sarebbe di proprietà di Michelle Muscat, moglie del primo ministro Joseph Muscat. L'inchiesta ha avuto ampia risonanza nell'isola e ha innescato proteste anti-governative, che hanno spinto la presidente maltese Coleiro Preca ad indire elezioni anticipate; l'opposizione ha accusato Muscat di aver proposto lo scioglimento della Camera dei Rappresentanti al fine di consolidare la maggioranza dei seggi e arginare le conseguenze politiche dell'inchiesta. Dopo le elezioni, largamente vinte dal Partito Laburista, Caruana Galizia è stata duramente critica con il nuovo leader dell'opposizione nazionalista, Adrian Delia.

### Omicidio
Alle 14.58 del 16 ottobre 2017, pochi mesi dopo la pubblicazione delle inchieste che avevano scosso le fondamenta della politica maltese, Caruana Galizia è stata uccisa nell'esplosione di un'autobomba, posta nella Peugeot 108 che aveva preso in leasing, presso la sua residenza di Bidnija, vicino Mosta. La violenta deflagrazione ha sparso pezzi del veicolo nei campi vicini. Il corpo è stato ritrovato dal figlio Matthew, che ha sentito il boato dell'esplosione dalla loro casa. Caruana Galizia aveva riferito di aver presentato una denuncia alla polizia per minacce circa due settimane prima della sua morte.

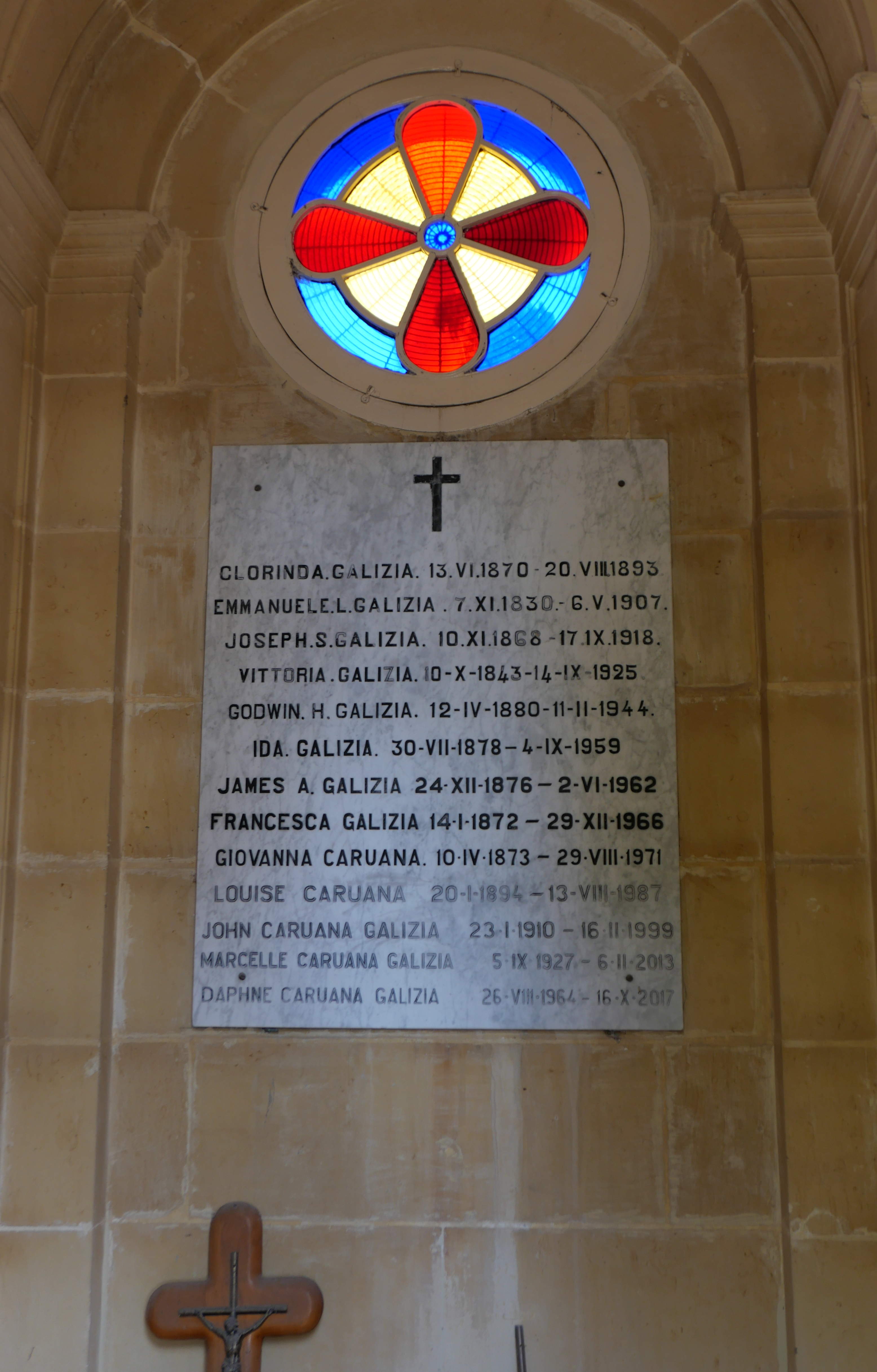
Lapide di Caruana Galizia.

Il 3 novembre si sono svolti i funerali nella Rotonda di Mosta, officiati dal vescovo di Malta Charles Scicluna; alla cerimonia erano presenti anche l'ex Presidente della repubblica maltese Eddie Fenech Adami, l'ex Primo ministro Lawrence Gonzi e l'ex leader del Partito Nazionalista Simon Busuttil, oltre al presidente del Parlamento europeo Antonio Tajani e al rappresentante OSCE per la libertà di stampa Harlem Désir. Il Primo ministro Joseph Muscat e la Presidente della Repubblica Marie Louise Coleiro Preca non sono stati invitati dalla famiglia Caruana Galizia; inoltre, tutte le bandiere maltesi negli uffici pubblici sono state messe a mezz'asta in segno di lutto. Anche le bandiere della Commissione europea sono state esposte a mezz'asta a segno di lutto.
Caruana Galizia fu sepolta nella tomba di famiglia presso il Cimitero di Santa Maria Addolorata a Paola, il più grande cimitero di Malta.

### Reazioni

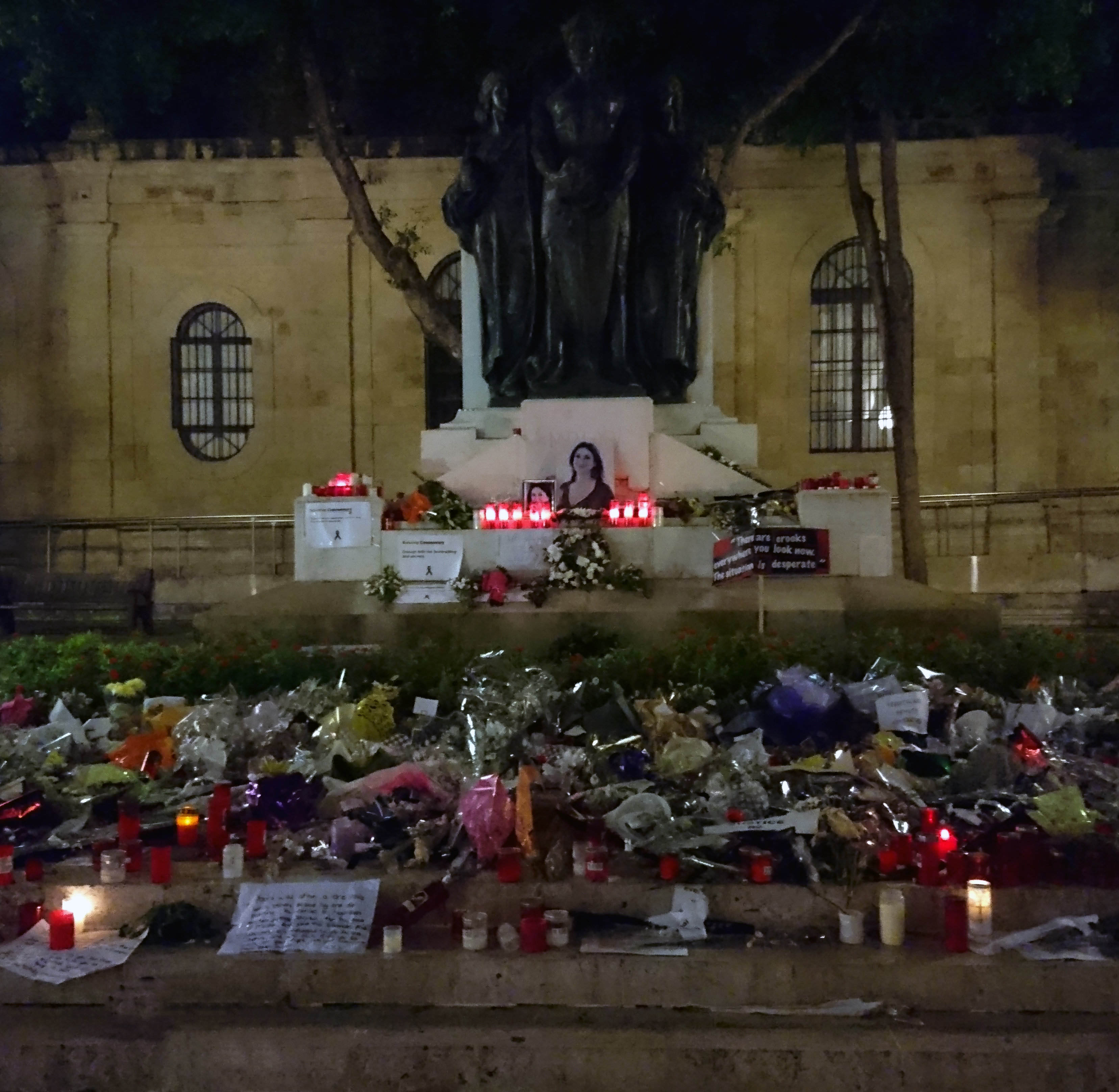
Fiori e candele per Daphne Caruana Galizia nei pressi del Monumento al Grande Assedio vicino alla Corte di Giustizia maltese a La Valletta.

L'omicidio è stato condannato dal primo ministro Joseph Muscat, che ha dichiarato che non si sarebbe dato pace fino a che non fosse stata fatta giustizia, nonostante Caruana Galizia lo avesse ripetutamente attaccato dal suo blog. La Presidente della repubblica maltese Marie Louise Coleiro Preca, l'arcivescovo Charles Scicluna e un ampio numero di politici maltesi hanno espresso il proprio cordoglio condannando l'omicidio. Il leader dell'opposizione Adrian Delia ha definito la sua morte "il collasso della democrazia e della libertà d'espressione" e dichiarato che "le istituzioni [maltesi] ci hanno deluso". Il presidente del Parlamento europeo Antonio Tajani ha definito l'omicidio di Caruana Galizia "un tragico esempio di una giornalista che sacrifica la propria vita per la ricerca della verità". Gerard Ryle, direttore del Consorzio internazionale dei giornalisti investigativi, ha dichiarato che l'organizzazione è "scioccata" dalla morte di Caruana Galizia ed è "profondamente preoccupata per la libertà di stampa a Malta".
La notizia della morte di una giornalista d'inchiesta nel cuore di una nazione dell'Unione europea ha avuto ampia risonanza nella stampa internazionale: il nome di Caruana Galizia è entrato nelle tendenze globali su Twitter e molti cittadini maltesi hanno espresso il proprio lutto oscurando le proprie foto profilo sui social e utilizzando l'hashtag #JeSuisDaphne, ispirato a Je suis Charlie. The Malta Independent ha scritto: “per molti, controllare il suo blog era il primo riflesso della mattina, e l'ultimo della sera. Ora c'è solo il vuoto. Un silenzio che la dice lunga”.
La sera del 16 ottobre migliaia di persone si sono raccolte in veglia a Sliema. Altre veglie si sono tenute a Londra e a Bruxelles, dove hanno partecipato anche i commissari europei Andrus Ansip e Frans Timmermans, oltre a vari eurodeputati.

### Indagini e conseguenze politiche
La squadra forense e gli investigatori della polizia sono arrivati sulla scena del delitto poco dopo l'esplosione. L'indagine doveva essere affidata al magistrato Consuelo Scerri Herrera, che nel 2010 aveva fatto causa alla giornalista, che l'aveva attaccata sul proprio blog; la famiglia Caruana Galizia ne ha quindi contestato la nomina per conflitto d'interessi. Scerri Herrera si è ricusata dall'investigazione qualche ora dopo la nomina ed è stata sostituita dal magistrato Anthony Vella.
Il primo ministro Muscat ha chiesto l'aiuto della sezione europea dell'FBI, con sede a Londra, per risolvere l'omicidio assieme alle autorità locali e della sezione forense della polizia olandese. Secondo i primi risultati delle indagini è stato usato l'esplosivo al plastico Semtex, utilizzato dalle organizzazioni terroristiche e anche da Cosa nostra per le bombe del 1992-1993.
Il fondatore di WikiLeaks, Julian Assange, ha annunciato una ricompensa di 20 000 dollari a chi fornisca informazioni utili alla condanna degli assassini di Caruana Galizia", mentre una campagna di crowdfunding è stata lanciata per una taglia da 1 milione di euro allo stesso scopo.
Il 4 dicembre è stato annunciato dal primo ministro Joseph Muscat l'arresto di 10 persone responsabili dell'assassinio della giornalista, mentre due giorni dopo vengono incriminate tre persone, Vincent Muscat e i fratelli George ed Alfred Degiorgio, come esecutori materiali dell'atto delittuoso nei confronti della blogger maltese. È stato scoperto che all'interno della polizia vi era un informatore degli assassini della giornalista; il suo nome è stato rivelato in Parlamento.

#### Arresto di Fenech e caduta del governo Muscat
Il 20 novembre 2019 viene arrestato l'imprenditore Yorgen Fenech, precedentemente accusato da Caruana Galizia di possedere un fondo segreto a Panama e di aver fatto pressioni sul governo laburista per aggiudicarsi un appalto, con l'accusa di essere il mandante dell'omicidio. L'arresto scuote il governo di Muscat, coinvolgendo Keith Schembri, capo di gabinetto dell'esecutivo, il ministro del turismo Konrad Mizzi e il ministro dell'economia Chris Cardona, tutti accusati di aver favorito Fenech nei suoi affari e di aver depistato le indagini. I tre, inoltre, erano stati già accusati nel 2016 dalla giornalista di essere coinvolti nello scandalo Panama Papers, senza però subire particolari ripercussioni politiche. Il 26 novembre Mizzi e Schembri si dimettono, e Cardona si autosospende dalla propria carica, pur sostenendo la propria estraneità alla vicenda. Il giorno seguente Schembri viene arrestato e sottoposto ad interrogatorio, venendo successivamente rilasciato. In una deposizione Fenech ha accusato Schembri, a suo dire timoroso per le inchieste della giornalista nei suoi confronti, di essere l'ideatore dell'omicidio. In seguito a partecipate proteste antigovernative, il 1º dicembre 2019 anche il premier Muscat annuncia le proprie dimissioni, sia da primo ministro sia da leader dei laburisti, venendo sostituito in entrambe le cariche da Robert Abela.
Il 20 luglio 2020 il tassista Melvin Theuma, testimone chiave dell’indagine in quanto presunto intermediario tra mandanti ed esecutori dell’attentato a Caruana Galizia, viene ritrovato in fin di vita nel suo appartamento alla vigilia dell’udienza in cui avrebbe deposto la sua testimonianza. Secondo gli inquirenti, i tagli alla gola e sul torace sono riconducibili a un tentato suicidio, anche se rimangono dubbi sulla dinamica.
Nel gennaio 2021 il pregiudicato maltese Vincent Muscat, arrestato nel 2017 quale esecutore materiale dell’attentato insieme ad Alfred e George Degiorgio, dichiara di essere disposto, in cambio di una riduzione della pena a 12 anni, a dichiararsi colpevole e a collaborare con la procura, promettendo di svelare importanti rivelazioni sul complotto politico per assassinare la Caruana Galizia.
Nel luglio 2021 un'inchiesta indipendente, promossa dalla famiglia della giornalista, ha ritenuto il governo presieduto da Muscat "indirettamente responsabile" della sua morte, per non aver preso misure sufficienti per garantirne la protezione e per aver alimentato una "cultura dell'impunità" che ha favorito la diffusione della criminalità e della corruzione sull'isola. L'ex premier maltese ha accettato i risultati dell'inchiesta, nonostante abbia espresso "serie riserve" sulle sue valutazioni.
Nell'ottobre del 2022 i fratelli George e Alfred Degiorgio si dichiarano colpevoli, ammettendo di essere i sicari che hanno piazzato e fatto esplodere l'ordigno, e vengono condannati a 40 anni di carcere. 

## Opere
Un mese dopo la sua morte la casa editrice inglese The Pertinent Press di Oxford ha pubblicato una raccolta di saggi di intellettuali e giornalisti maltesi, inglesi e americani intitolato Invicta: The Life and Work of Daphne Caruana Galizia, che tratta della vita e dell'attività di Caruana Galizia.
Il libro è uscito in italiano, intitolato Uccisa in Nome della Verità: vita e attività di Daphne Caruana Galizia, edito da The Pertinent Press.
In italiano è uscito edito da Bompiani nella collana "Munizioni", curata da Roberto Saviano, il libro intitolato Di' la verità anche se la tua voce trema.

## Premi e riconoscimenti
Nel 2018 le è stata intitolata la sala stampa del Palazzo del Parlamento europeo di Strasburgo. All'ingresso della sala stampa è appeso un suo ritratto, realizzato dall'artista danese Marie Louise Kold.
A Ronchi dei Legionari, l'associazione culturale Leali delle Notizie, nell'ambito del Festival del Giornalismo, dal 2018 dedica un premio a Daphne Caruana Galizia, riconoscendo il lavoro di quei giornalisti che, per amore della verità, rischiano la loro vita.
Nel dicembre 2019 l'ufficio di presidenza del Parlamento europeo promosse la creazione di un riconoscimento in omaggio a Daphne Caruana Galizia. Il Premio europeo per il Giornalismo "Caruana Galizia" fu poi istituito il 16 ottobre 2020, anniversario della sua scomparsa. Il premio, che comporta anche un contributo pecuniario, è un riconoscimento al giornalismo d'eccellenza che riflette i valori europei. La cerimonia si tiene nel mese di ottobre.

### Il Daphne Project
Diversi giornalisti e testate giornalistiche a livello internazionale hanno deciso di unirsi in un progetto comune, il Daphne Project, con lo scopo di portare avanti le inchieste della collega scomparsa. L'associazione no-profit francese Forbidden stories ha coordinato un'inchiesta che ha appurato come la giornalista assassinata avesse denunciato i piani dell'avvocato svizzero Christian Kälin e del premier Joseph Muscat, che avevano imbastito un sistema di vendita della cittadinanza maltese, e quindi europea, a personalità facoltose. Queste, per poco più di 1 milione di euro, avrebbero acquistato la cittadinanza con vantaggi legati ad una tassazione favorevole e alla possibilità di sfuggire a sanzioni internazionali. Tra le testate che hanno aderito al progetto vi sono: New York Times, The Guardian, Reuters, Süddeutsche Zeitung, Die Zeit, Le Monde e la Repubblica.